# 稻穗节铠船蛆
稻穗节铠船蛆（学名：Bankia oryzaformis），是海螂目蛀船蛤科节铠船蛆属的一种。主要分布于中国大陆，常栖息在漂泊竹上。